# L'Affaire Berwick
Pour plus de détails, voir Fiche technique et Distribution.
L'Affaire Berwick (The Mantrap) est un film américain réalisé par George Sherman, sorti en 1943.

## Fiche technique
- Titre français : L'Affaire Berwick[2]
- Titre original : The Mantrap
- Réalisation : George Sherman
- Scénario : Curt Siodmak
- Décors : Otto Siegel
- Photographie : William Bradford (en)
- Montage : Arthur Roberts
- Pays de production : États-Unis
- Format : Noir et blanc - 1,37:1
- Genre : Film à énigme
- Durée : 57 minutes
- Date de sortie : 
  - États-Unis : 1943
  - France : 6 juin 1947[2]

## Distribution
- Henry Stephenson : Sir Humphrey Quilp
- Lloyd Corrigan : Anatol Duprex
- Joseph Allen : Eddie Regan
- Dorothy Lovett (en) : Jane Mason
- Edmund MacDonald : Assistant District Attorney Knox
- Alice Fleming (en) : Miss Mason
- Tom Stevenson : Robert Berwick
- Frederick Worlock : Patrick Berwick
- Jane Weeks : Miss Woolcott